# Ben Volavola

a Compétitions nationales et continentales officielles uniquement.

b Matchs officiels uniquement.
Dernière mise à jour le 5 juillet 2024.
Ben Volavola, né le 13 janvier 1991 à Sydney (Australie), est un joueur  international fidjien d'origine australienne de rugby à XV jouant aux postes de demi d'ouverture ou d'arrière avec les Leicester Tigers.

## Carrière

### En club
Ben Volavola a commencé sa carrière professionnelle en Australie avec le club Southern Districts en Shute Shield (championnat des clubs de la région de Sydney). Après de solides performances, il est repéré par la franchise australienne des Waratahs qui dispute le Super Rugby.
Il fait ses débuts dans le Super Rugby en 2013, il dispute alors huit matchs, pour une titularisation au poste d'arrière et inscrit deux essais.
En revanche, il n'est pas utilisé par Michael Cheika lors des saisons 2014 et 2015, ce qui le pousse à quitter la franchise australienne pour s'engager pour deux saisons avec les Crusaders en Nouvelle-Zélande en 2016, où il compense les départs vers le Top 14 de Dan Carter, Colin Slade et Tom Taylor. Parallèlement, il joue également une saison avec la province de Canterbury en Mitre 10 Cup (championnat des provinces néo-zélandaises). 
Cependant, il est peu utilisé aussi bien avec les Crusaders qu'avec Canterbury, barré par l’émergence du jeune Richie Mo'unga, et est libéré de sa dernière année de contrat.
À la suite de cet échec néo-zélandais, il retourne jouer en Australie en 2017 avec la franchise des Melbourne Rebels, où il signe un contrat d'un an. Il rejoint également la province de North Harbour pour disputer l'édition 2017 de la Mitre 10 Cup.
Le 29 septembre 2017, il signe un contrat d'une saison et demie avec l'Union Bordeaux Bègles en Top 14, qu'il rejoint en novembre 2017, et il dispute son premier match face à Pau au mois de décembre,. 
En mai 2018, il signe un contrat de deux saisons avec le Racing 92, dans le même championnat. Il joue deux saisons avec le francilien, pendant lesquelles il n'est qu'assez peu titularisé à cause de la présence de l'international écossais Finn Russell à son poste.
En 2020, dans le but de retrouver du temps de jeu, il rejoint l'USA Perpignan, qui évolue en Pro D2, pour la saison 2020-2021. Il s'agit d'un contrat d'une seule saison, et il doit ensuite retourner au Racing 92. Lors de sa saison avec le club catalan, il s'y impose comme un joueur essentiel, et participe à l'obtention du titre de champion de France de Pro D2.
Comme prévu, il effectue son retour au Racing à l'orée de la saison 2021-2022, et retrouve la concurrence de Finn Russell et du jeune Antoine Gibert. Il est peu utilisé lors de son second passage au Racing, et n'est pas conservé en juin 2023,.
En début de saison 2023-2024, à l'âge de 32 ans, il s'engage pour une saison, plus une en option, avec le SU Agen évoluant alors en en Pro D2. Il est régulièrement aligné avec sa nouvelle équipe mais, auteur de performances considérées comme décevantes, n'est pas conservé au terme de sa première saison,.
Après ce court passage à Agen, il quitte la France pour l'Angleterre, où il s'engage avec les Leicester Tigers.

### En équipe nationale
Ben Volavola participe au championnat du monde junior en 2011 avec l'équipe d'Australie des moins de 20 ans.
En 2015, il fait le choix de représenter le pays de ses parents, les Fidji.
Par la suite, il obtient sa première cape internationale le 11 juillet 2015 à l’occasion d’un test-match contre l'équipe des Māori de Nouvelle-Zélande.
Ben Volavola fait partie du groupe fidjien sélectionné pour participer à la Coupe du monde 2015 en Angleterre. Il est titulaire à l'ouverture lors des quatre matchs de son équipe lors de la compétition, et inscrit 16 points dont un essai contre l'Australie,.
En 2019, il est retenu pour disputer la Coupe du monde au Japon. Il dispute les quatre matchs de son équipe.
Durant l'été 2023, alors qu'il était l'ouvreur titulaire de son pays depuis plusieurs années, le nouveau sélectionneur des Fidji, Simon Raiwalui, décide de ne pas le convoquer pour la Coupe du monde 2023, lui préférant notamment le jeune Caleb Muntz,. Même après la blessure de Muntz, peu de temps avant le Mondial, c'est finalement le polyvalent Vilimoni Botitu qui est appelé pour le remplacer.

## Vie privée
D'octobre 2017 jusqu'en 2019, il était en couple avec l'actrice américaine, Shailene Woodley.

## Palmarès

### En club
- Vainqueur du Super Rugby en 2014 avec les Waratahs.
- Vainqueur du Supersevens en 2020 avec le Racing 92 Natixis Sevens.
- Vainqueur du championnat de France de 2e division en 2021 avec l'USA Perpignan.

### En équipe nationale
- Vainqueur de la Pacific Nations Cup en 2015, 2016, 2017 et 2018.
- Participation à la Coupe du monde en 2015 (4 matchs) et 2019 (4 matchs).